# Twilight Vamps
Pour les articles homonymes, voir Twilight (homonymie).
Pour plus de détails, voir Fiche technique et Distribution.
Twilight Vamps est un film américain de série B réalisé par Fred Olen Ray, sorti en 2010 directement en vidéo et produit par les studios Infinity.
Le film s'inspire du succès de Twilight de Catherine Hardwicke sorti un peu plus d'un an auparavant.

## Fiche technique
- Titre complet : Twilight Vamps - Lust at First Bite
- Réalisateur : Fred Olen Ray
- Scénario : Fred Olen Ray
- Format : Couleurs
- Durée : 81 minutes
- Langue : anglais
- Pays :  États-Unis
- Date de sortie : 19 janvier 2010  États-Unis

## Distribution
- Brandin Rackley : Tabitha
- Christine Nguyen : Angela
- Dena Kollar : Amanda
- Beverly Lynne : Louise
- Jenaveve Jolie : Kyra
- Michelle Maylene : Tammy
- Frankie Cullen : Jack
- Billy Chappell : Roger
- Ted Newsom : Détective Simpson
- Ron Ford
- Valerie K. Garcia